# Censo costarricense de 1950
El V Censo Nacional de Población de Costa Rica se efectuó en 1950, aplicado por la Oficina Central de Estadística (hoy llamado Instituto Nacional de Estadística y Censos). La población total del país según el censo de 1950 fue de 800,875 habitantes (una sexta parte de la población actual, según el último censo del año 2011).

## Resultados
| Provincia  | Cantón              | Población en censo de 1950 | Población en censo de 1927 | Variación | Variación porcentual |
| ---------- | ------------------- | -------------------------- | -------------------------- | --------- | -------------------- |
| San José   | San José            | 111 820                    | 62 053                     | 49 767    | 80.20%               |
| San José   | Escazú              | 7141                       | 5113                       | 2028      | 39.66%               |
| San José   | Desamparados        | 15 614                     | 9463                       | 6151      | 65.00%               |
| San José   | Puriscal            | 16 743                     | 13 329                     | 3414      | 25.61%               |
| San José   | Tarrazú             | 7435                       | 5734                       | 1701      | 29.67%               |
| San José   | Aserrí              | 9122                       | 6592                       | 2530      | 38.38%               |
| San José   | Mora                | 7736                       | 7925                       | −189      | -2.38%               |
| San José   | Goicoechea          | 21 093                     | 6496                       | 14 597    | 224.71%              |
| San José   | Santa Ana           | 5812                       | 3785                       | 2027      | 53.55%               |
| San José   | Alajuelita          | 3920                       | 2571                       | 1349      | 52.47%               |
| San José   | Vázquez de Coronado | 6124                       | 4161                       | 1963      | 47.18%               |
| San José   | Acosta              | 10 160                     | 7474                       | 2686      | 35.94%               |
| San José   | Tibás               | 10 594                     | 4579                       | 6015      | 131.36%              |
| San José   | Moravia             | 5727                       | 2778                       | 2949      | 106.16%              |
| San José   | Montes de Oca       | 9916                       | 3676                       | 6240      | 169.75%              |
| San José   | Turrubares          | 5937                       | 2742                       | 3195      | 116.52%              |
| San José   | Dota                | 2801                       | 4712                       | −1911     | -40.56%              |
| San José   | Curridabat          | 4497                       | -                          | -         | -                    |
| San José   | Pérez Zeledón       | 19 630                     | -                          | -         | -                    |
| Alajuela   | Alajuela            | 37 376                     | 25 656                     | 11 720    | 45.68%               |
| Alajuela   | San Ramón           | 19 951                     | 13 805                     | 6146      | 44.52%               |
| Alajuela   | Grecia              | 23 571                     | 16 130                     | 7441      | 46.13%               |
| Alajuela   | San Mateo           | 3611                       | 3234                       | 377       | 11.66%               |
| Alajuela   | Atenas              | 9313                       | 7631                       | 1682      | 22.04%               |
| Alajuela   | Naranjo             | 10 839                     | 7910                       | 2929      | 37.03%               |
| Alajuela   | Palmares            | 7934                       | 6683                       | 1251      | 18.72%               |
| Alajuela   | Poás                | 5135                       | 3570                       | 1565      | 43.84%               |
| Alajuela   | Orotina             | 5951                       | 4151                       | 1800      | 43.36%               |
| Alajuela   | San Carlos          | 16 180                     | 5719                       | 10 461    | 182.92%              |
| Alajuela   | Zarcero             | 4676                       | 3088                       | 1588      | 51.42%               |
| Alajuela   | Sarchí              | 4313                       | -                          | -         | -                    |
| Cartago    | Cartago             | 30 763                     | 26 909                     | 3854      | 14.32%               |
| Cartago    | Paraíso             | 11 426                     | 7900                       | 3526      | 44.63%               |
| Cartago    | La Unión            | 7789                       | 4972                       | 2817      | 56.66%               |
| Cartago    | Jiménez             | 7731                       | 5892                       | 1839      | 31.21%               |
| Cartago    | Turrialba           | 24 466                     | 15 814                     | 8652      | 54.71%               |
| Cartago    | Alvarado            | 4597                       | 3568                       | 1029      | 28.84%               |
| Cartago    | Oreamuno            | 7568                       | 5143                       | 2425      | 47.15%               |
| Cartago    | El Guarco           | 6385                       | -                          | -         | -                    |
| Heredia    | Heredia             | 19 898                     | 12 667                     | 7231      | 57.09%               |
| Heredia    | Barva               | 5263                       | 3482                       | 1781      | 51.15%               |
| Heredia    | Santo Domingo       | 7346                       | 6089                       | 1257      | 20.64%               |
| Heredia    | Santa Bárbara       | 5044                       | 3997                       | 1047      | 26.19%               |
| Heredia    | San Rafael          | 5254                       | 4163                       | 1091      | 26.21%               |
| Heredia    | San Isidro          | 2849                       | 2744                       | 105       | 3.83%                |
| Heredia    | Belén               | 3226                       | 2782                       | 444       | 15.96%               |
| Heredia    | Flores              | 2880                       | 2483                       | 397       | 15.99%               |
| Guanacaste | Liberia             | 10 246                     | 7322                       | 2924      | 39.93%               |
| Guanacaste | Nicoya              | 29 918                     | 11 005                     | 18 913    | 171.86%              |
| Guanacaste | Santa Cruz          | 13 615                     | 10 390                     | 3225      | 31.04%               |
| Guanacaste | Bagaces             | 4079                       | 1890                       | 2189      | 115.82%              |
| Guanacaste | Carrillo            | 7002                       | 5364                       | 1638      | 30.54%               |
| Guanacaste | Cañas               | 5929                       | 3500                       | 2429      | 69.40%               |
| Guanacaste | Abangares           | 8344                       | 5540                       | 2804      | 50.61%               |
| Guanacaste | Tilarán             | 9057                       | 6131                       | 2926      | 47.72%               |
| Puntarenas | Puntarenas          | 31 074                     | 14 746                     | 16 328    | 110.73%              |
| Puntarenas | Esparza             | 6902                       | 5314                       | 1588      | 29.88%               |
| Puntarenas | Buenos Aires        | 7392                       | -                          | -         | -                    |
| Puntarenas | Montes de Oro       | 5595                       | 4312                       | 1283      | 29.75%               |
| Puntarenas | Osa                 | 11 518                     | 4367                       | 7151      | 163.75%              |
| Puntarenas | Quepos              | 15 291                     | -                          | -         | -                    |
| Puntarenas | Golfito             | 10 396                     | -                          | -         | -                    |
| Limón      | Limón               | 23 337                     | 22 424                     | 913       | 4.07%                |
| Limón      | Pococí              | 10 482                     | 2974                       | 7508      | 252.45%              |
| Limón      | Siquirres           | 7541                       | 6880                       | 661       | 9.61%                |